# Ботафогу (футбольний клуб, Терезіна)
«Ботафогу» (порт. Botafogo) — бразильський футбольний клуб, який базувався в місті Терезіна, штат Піауї. Заснований 30 березня 1932 року. Клуб виграв чемпіонат штату Піауї в 1941, 1945, 1946, 1949 і 1957 роках, а також чемпіонат штату Піауї другого рівня в 1965 році. У 1977 році команда була покарана за неправильний склад, з того часу команда не брала участі в чемпіонаті Піауї.